# Stigmella cuprata
Stigmella cuprata là một loài bướm đêm thuộc họ Nepticulidae. Nó được miêu tả bởi Edward Meyrick năm 1915. Nó được tìm thấy ở Peru.